# Iwaniwka (rejon kupiański)
Iwaniwka (ukr. Іванівка) – wieś na Ukrainie, w obwodzie charkowskim, w rejonie kupiańskim, w hromadzie Petropawliwka. W 2001 liczyła 135 mieszkańców.